# Ernst Nobs
Ernst Nobs ( 14 de Julho de 1886 - 15 de Março de 1957) foi um político da Suíça.
Ele foi eleito para o Conselho Federal suíço em 15 de Dezembro de 1943 e terminou o mandato a 31 de Dezembro de 1951.
Ernst Nobs foi Presidente da Confederação suíça em 1949.